# Montoro, Kampanien
Montoro är en kommun i provinsen Avellino i regionen Kampanien i Italien. Kommunen hade 19 776 invånare (2017) och bildades den 3 december 2013 genom en sammanslagning av kommunerna Montoro Inferiore och Montoro Superiore.